# Franz Wilibald Schmidt
Franz Wilibald Schmidt ( 7 de julio de 1764 en Planá - 2 de febrero de 1796 en Praga), fue un botánico y zoólogo checo.

## Biografía
Estaba especializado en Spermatophyta pero también escribió hacia el final de su vida sobre los mamíferos, pájaros y peces.

## Obras
- "Flora Boemica. Centuria i". Praga, F. W. Schmidt, 9 abr-7 oct 1793
- "Flora Boemica. Centuria ii. Praga, F. W. Schmidt, 1793
- "Flora Boemica. Centuria iv. Praga, F. W. Schmidt, 1794
- "Neue und Seltene Pflanzen, Nebst Einigen Andern Botanischen Beobachtungen... ", F. W. Schmidt, 17 de junio de 1793
- "Flora Boemica. Centuria iii. Praga, F. W. Schmidt, abril a mayo de 1794
- La abreviatura «F.W.Schmidt» se emplea para indicar a Franz Wilibald Schmidt como autoridad en la descripción y clasificación científica de los vegetales.[1]